# 稲城市立若葉台小学校
稲城市立若葉台小学校（いなぎしりつ わかばだい しょうがっこう）は、東京都稲城市若葉台にある公立の小学校である。児童数は708人（令和3年度）。

## 概要
稲城市の西地域である若葉台地区に存在する学校である。

### 教育目標
- よく考える子
- 思いやりのある子
- たくましい子

## 沿革
- 1999年（平成11年）
  - 4月1日 - 開校。開校時点の児童数139名、6学級。
  - 9月 - 第1回運動会を稲城第六中学校と合同で開催。2001年（平成13年）度の第3回まで合同開催を実施した。
  - 11月 - 第1回音楽会を稲城第六中学校と合同で開催。運動会と同じく2001年（平成13年）度第3回まで合同開催実施。
- 2000年（平成12年）
  - 3月 - PTA設立。
  - 4月 - PTAの名称が「大樹の会」と決定。
  - 7月 - 校歌・校章発表会を稲城第六中学校と合同で開催。
- 2001年（平成13年）4月 - 学童クラブを校庭に新設。
- 2003年（平成15年）
  - 3月 - 増築校舎（8教室）完成。
  - 4月 - 稲城市研究奨励校（1年次）。
- 2004年（平成16年）4月 - 稲城市教育研究奨励校（2年次）。
- 2006年（平成18年）
  - 2月 - プール拡張工事（8コース）。
  - 3月 - なかよし校舎完成。
- 2009年（平成21年）6月 - 開校10周年記念式典挙行し、祝賀会開催。
- 2011年（平成23年）1月 - ジャングルジム設置（大樹の会よりベルマークで寄贈）。
- 2014年（平成26年）3月 - なかよし校舎解体。
- 2015年（平成27年）
  - 1月20日 - 平成26・27・28年度稲城市教育委員会学力向上モデル校。平成26年度東京都教育委員会言語能力向上拠点校。平成26年度文部科学省学習指導実践協力推進校。
  - 4月 - 東京都オリンピック・パラリンピック教育推進校（～平成31年）。
- 2019年（令和元年）11月 - 開校20周年記念式典挙行し、祝賀会開催。

## 年間行事
- 5月下旬：運動会
- 10月中旬：学習発表会
- 2月中旬：こどもまつり

## 通学区域
出典
- 若葉台（1丁目・2丁目・3丁目・4丁目）
  - ただし、若葉台1丁目1～18番地と2丁目16～22番地は、稲城第二小学校か若葉台小学校のいずれかを、若葉台2丁目12番地は、長峰小学校か若葉台小学校のいずれかを、それぞれ選択できる。
- 坂浜（2543番地・2610～2616番地・2668番地・2671番地）

## 進学先中学校
- 稲城市立稲城第六中学校[3]

同中学校は本小学校の南側に隣接している。

## 交通アクセス
- 京王相模原線若葉台駅のバスロータリーを利用し、2番乗場から小田急バス運行の若葉台循環行きのバスに乗車し、ビューコート若葉台下車。
- 徒歩の場合、約15分。